# Będzino
Będzino è un comune rurale polacco del distretto di Koszalin, nel voivodato della Pomerania Occidentale.
Ricopre una superficie di 180,92 km² e nel 2007 contava 9 297 abitanti.